# Pulau Kai Kecil
Pulau Kai Kecil är en ö i Indonesien.   Den ligger i provinsen Moluckerna, i den östra delen av landet, 2 900 km öster om huvudstaden Jakarta. Arean är 411 kvadratkilometer.
Terrängen på Pulau Kai Kecil är platt. Öns högsta punkt är 114 meter över havet. Den sträcker sig 40,3 kilometer i nord-sydlig riktning, och 22,6 kilometer i öst-västlig riktning.